# Listă de sculptori
- Gheorghe D. Anghel
- Terescenco Gheorghe
- George Apostu
- Hans (Jean) Arp
- Iftimie Bârleanu
- Alfred Barye
- Gian Lorenzo Bernini
- Fernando Botero
- Michelangelo Buonarroti
- Antonio Canova
- Giannino Castiglioni
- Benvenuto Cellini
- Vincenzo Cinque
- Edgar Degas
- Giovanni de Martino
- Donatello
- Raymond Duchamp-Villon
- Sorel Etrog
- Salvatore Garau
- Paul Gauguin
- Émile Guillemin
- Idel Ianchelevici
- Anish Kapoor
- Péter Jecza
- Allen Jones
- Marie Laurencin
- Roy Lichtenstein
- Cornel Medrea
- Henry Moore
- Auguste Rodin
- Niki de Saint Phalle
- Leonardo da Vinci
- Nikolai Shmatko